# HMS Gotland (1933)
Lo HMS Gotland è stato un incrociatore portaidrovolanti che ha servito nella marina militare svedese.

## Origini

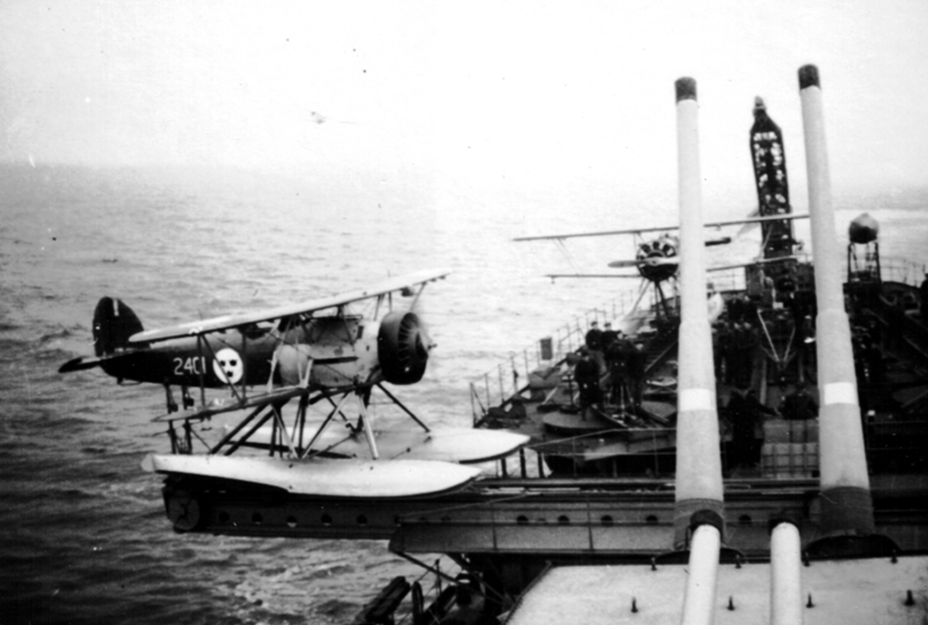
Un Hawker Osprey S 9, in procinto di essere lanciato dalla Gotland

La nave venne costruita per soddisfare le esigenze di pattugliamento dei mari sotto sovranità svedese, ed inizialmente progettato come portaidrovolanti, con un ponte posteriore e delle gru per operare idrovolanti del tipo Hawker Osprey, dei quali portava sei esemplari, ma aveva posto per otto di essi. Il suo dislocamento venne ridotto per esigenze di bilancio, sacrificando una torre binata da 152mm. Il sistema di controllo fuoco era originariamente con due stereotelemetri da 6 m; in seguito venne asservito ad un radar; la nave era anche dotata di sonar a scafo.

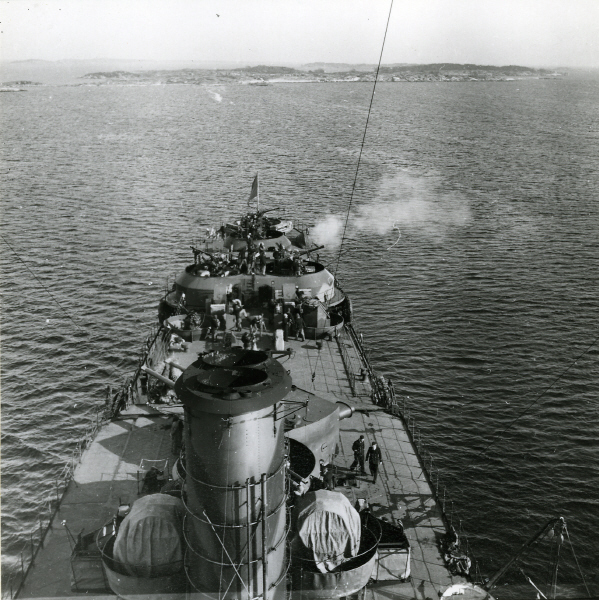
I cannoni antiaerei da 40 mm installati sul ponte poppiero

L'incrociatore ebbe un ruolo non voluto nell'operazione Rheinübung, che prevedeva l'uscita in segretezza della corazzata Bismarck, ma venne da esso avvistata mentre usciva dal Kattegat e poi dalla resistenza norvegese a Kristiansand, quindi l'ambasciata inglese a Stoccolma ne fu immediatamente informata, iniziando quella che poi verrà conosciuta come caccia alla Bismarck. Successivamente, nel 1942, con l'obsolescenza degli Osprey e la mancanza di moderni velivoli in grado di sostituirli, vennero aggiunti otto cannoni antiaerei Bofors da 40mm su quello che era il ponte di volo a poppa e ne venne cambiato il ruolo ufficiale. Dopo la seconda guerra mondiale venne relegato a ruoli addestrativi e nel 1953 subì ulteriori modifiche per sostenere in caso di guerra il ruolo di nave comando. Nel 1955 i 44 cannoni da 75 mm/60 cal. Model 1928, 2 in installazioni singole ed una installazione binata, vennero rimpiazzati da 4 impianti singoli da 40 mm Bofors.
Nel 1956 venne ritirato dal servizio attivo per essere radiato nel 1960. Nel 1962 venne autorizzata la vendita e nel 1963 venne demolito.